# ドラゴントレジャー
ドラゴントレジャーとは、2003年にセガから発売されたメダルゲーム。
『サクラ大戦』等の家庭用ゲームを主に作っていた 株式会社オーバーワークス（後の株式会社セガワウ。後にセガに吸収） が、初めてアーケードゲームとして手がけた作品。筺体の開発はセガメカトロ研究開発部。

## 概要
マス型のプッシャーメダルゲームとなっており、メダルを使用してゲームを進める。フィールドに投入したメダルを、プッシャーにて押し出すことによって手前に落ちたメダルがプレイヤーの獲得となる。各サテライトのフィールド左側には、100枚のメダルを一度に払い出すためにストックしておくポケットと、ポケットへのメダルの補充及びフィールドへのメダル払い出しを行うためのホッパー払い出し口が用意されている。
ゲーム内容は、当時のメダルゲームとしては珍しくRPG風になっており、メダルを使用してダンジョン内のキャラクターを進ませる。キャラクターを進ませると、道中に宝箱が落ちており宝箱を拾うとメダル獲得することができる。また、途中で戦闘に突入する場合もあり、敵を倒す場合もメダルを使用して倒す。戦闘に勝利すると、フィールドへのメダルやアイテムを獲得することができる。
4つのダンジョンをクリアすると、ボスが待ち構えている。ボスを倒すと、ジャックポットスロットとなり50~300枚の大量メダルを獲得するか、DTチャンス（後述）の権利を得ることができる。
2004年7月に ドラゴントレジャー2 が発売され、全国のドラゴントレジャーはほとんど ドラゴントレジャー2にバージョンアップした。外見では、DTチャンスで使用される巨大ルーレットの盤面色が変わり、1は全体的に青色を基調とした配色であったが、2では赤色を基調とした配色に変更されているのでわかりやすい。

## ICカードを利用
このメダルゲームはICカード（別売:標準価格500円）を利用して遊ぶ事が出来る。ICカードを利用すると、使えるキャラクターが「戦士・カーライル」「魔法使い・セシル」「盗賊・ランディ」の3人から選ぶ事が出来るようになり、各キャラクターを使用してシナリオを進めることができる。
ICカードを使うと、シナリオの途中で中断した場合もその続きから楽しめる他、レベルアップしたデータや獲得したアイテムなども保存することができる。保存したデータは好きな店舗で利用することができて、いつでもどこでも続きが楽しめる。使用期限が50回となっており、「カードを挿す・カードを抜く」行為を50回行うと新規カードを購入する必要が出てくる。
ICカードを利用すると、「ハンティングモード」という特別なモードにチャレンジすることができる。ハンティングモードは、戦闘後に敵が落とす宝石を収集するモード。ただし、戦闘を終了しても、体力が回復せず、体力を回復するためには道中や宝箱から出現する 薬草 で回復することができる。危険と判断した場合は、各フロアの最後に限り、途中で戻ることもできる。
ダンジョンは全99階建てになっており、全クリアするにはおよそ7~8時間程度と2000枚～3000枚のメダルが必要。クリアすると、5000～1万枚の大量メダルを獲得することも可能。

## DTチャンス
DTチャンスとは、ダンジョン内に落ちている宝箱でのスロット及びボスを倒した後のジャックポットスロットでの当選、またドラゴンズアイテムと呼ばれるものを8個獲得する事によって発生する、大量メダルを獲得できるチャンスのこと。
筐体上部に設置されている巨大なルーレットを利用して、獲得枚数を決定する。ルーレットを回転させて、ルーレットを止めた位置に書いてあるメダル数を獲得することができる。
500枚・300枚・200枚が2ヶ所にDTマークが付いており、このマークの位置に停止すると連チャンとなり再度ルーレットを回す事ができる。このとき、既に停止させた時の枚数は（当然ながら）累算する。100枚6ヶ所・50枚2ヵ所にはマークが付いておらず、この場所に停止するとDTチャンスは終了となる。
獲得できる枚数は、50枚以上。もちろん、1回100枚や50枚で終了することもあるが、連チャンの波に乗れば2000枚超のメダルを獲得することもできる。

注意：ここで示している「獲得」はプレイヤーの実際の獲得枚数ではなく、プッシャーフィールドに払い出される枚数を指している。

## ドラゴントレジャーシリーズ
- ドラゴントレジャー2
- ドラゴントレジャー3